# Liste der Botschafter der Vereinigten Staaten in Kamerun

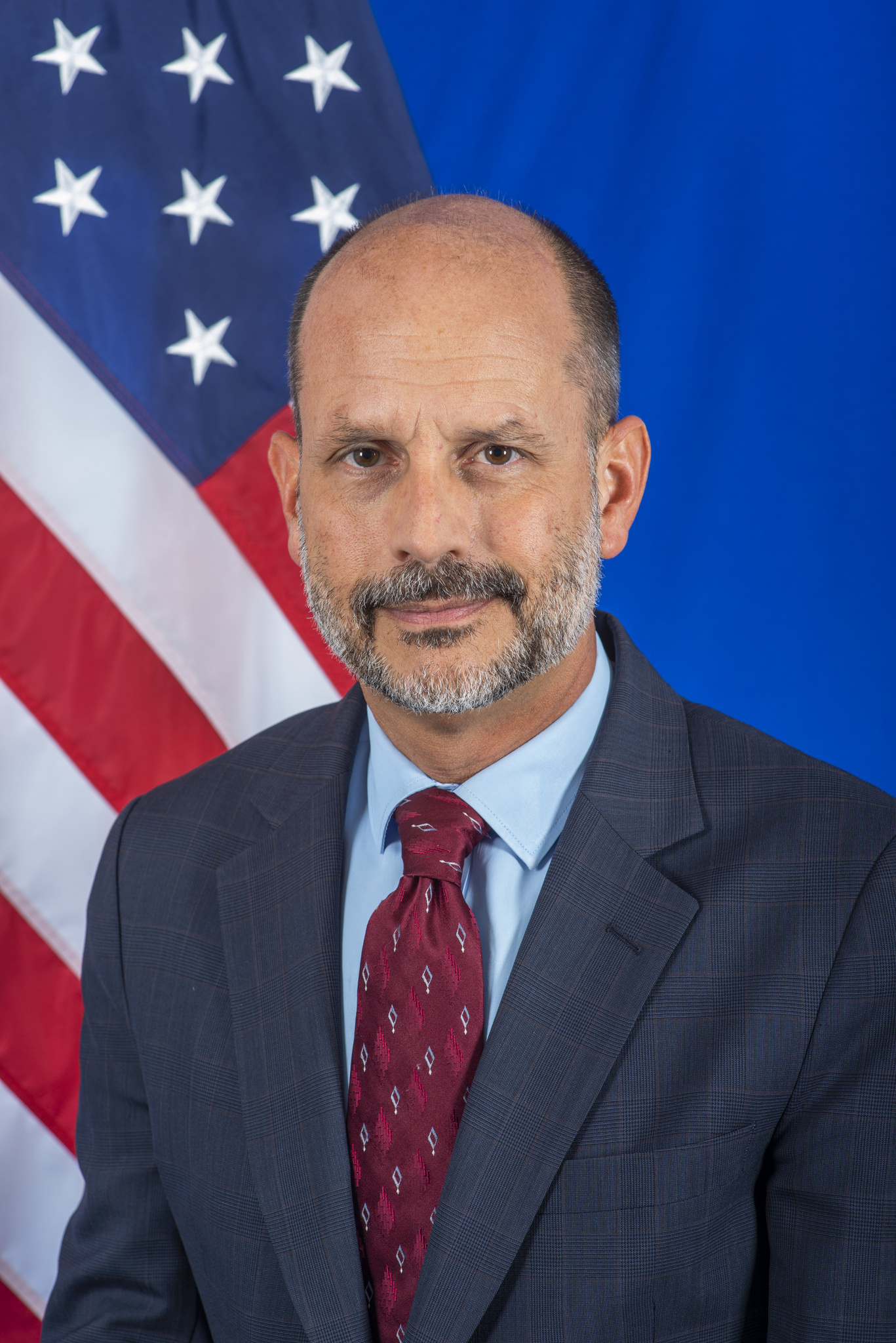
Christopher J. Lamora, derzeitiger Botschafter in Kamerun

Der Botschafter der Vereinigten Staaten von Amerika in Kamerun ist der Botschafter der Vereinigten Staaten von Amerika in Kamerun.

## Botschafter
| Amtszeit  | Name                        | Bemerkung |
| --------- | --------------------------- | --- |
| 1960–     | James Bolard More           | Chargé d’Affaires ad interim                                                                                            |
| 1960–1966 | Leland Judd Barrows         | Zeitgleich akkreditiert in Togo, stationiert in Yaounde                                                                 |
| 1967–1969 | Robert Lewis Payton         | |
| 1970–1972 | Roscoe Lewis Hoffacker      | Zeitgleich akkreditiert in Äquatorialguinea, stationiert in Yaounde                                                     |
| 1973–1975 | Charles Robert Moore        | Zeitgleich akkreditiert in Äquatorialguinea, stationiert in Yaounde                                                     |
| 1975–1976 | Herbert John Spiro          | Zeitgleich akkreditiert in Äquatorialguinea, stationiert in Yaounde. Von Äquatorialguinea zur Persona non grata erklärt |
| 1977–1980 | Mabel Murphy Smythe         | Seit 1979 akkreditiert in Äquatorialguinea, stationiert in Yaounde                                                      |
| 1980–1983 | Hume Alexander Horan        | 1980–1981 akkreditiert in Äquatorialguinea, stationiert in Yaounde                                                      |
| 1983–1987 | Myles Robert Rene Frechette | |
| 1987–1989 | Mark L. Edelman             | |
| 1989–1993 | Frances D. Cook             | |
| 1993–1996 | Harriet W. Isom             | |
| 1996–1998 | Charles H. Twining Jr.      | Zeitgleich akkreditiert in Äquatorialguinea, stationiert in Yaounde                                                     |
| 1999–2001 | John Melvin Yates           | Zeitgleich akkreditiert in Äquatorialguinea, stationiert in Yaounde                                                     |
| 2002–2004 | George McDade Staples       | Zeitgleich akkreditiert in Äquatorialguinea, stationiert in Yaounde                                                     |
| 2004–2007 | R. Niels Marquardt          | 2004–2006 akkreditiert in Äquatorialguinea, stationiert in Yaounde                                                      |
| 2007–2010 | Janet E. Garvey             | |
| 2010–2013 | Robert Porter Jackson       | |
| 2014–2017 | Michael Stephen Hoza        | |
| 2017–2020 | Peter H. Barlerin           | |
| 2022–     | Christopher J. Lamora       | |